# Сражение при Альфамбре
Сражение при Альфамбре (исп. Batalla de Alfambra) — одно из сражений во время гражданской войны в Испании, произошедшее с 5 по 8 февраля 1938 года в бассейне реки Альфамбра, примерно в 25 километрах к северу от города Теруэль. После захвата Теруэля республиканской армией националисты начали контрнаступление, чтобы отбить его. 5 февраля войска Франко прорвали республиканские позиции к северу от Теруэля в направлении реки Альфамбра, разбили противостоявшие им ослабленные республиканские дивизии, захватили много пленных и стали угрожать с севера республиканским войскам в городе.

## Планы и силы сторон
После захвата Теруэля республиканской армией националисты 17 января начали контрнаступление с севера в сторону Альто-де-Селадас и Эль-Мулетон, которые доминируют в долине реки Альфамбра, чтобы захватить возвышенности вокруг Теруэля. Но республиканским войскам Армии Леванта во главе с Эрнандесом Саравиа при поддержке интернациональных бригад к 27 января удалось остановить наступление мятежников.
Франкистское командование разработало новый план наступления в бассейн реки Альфамбра, чтобы сломить республиканское сопротивление и окончательно окружить город Теруэль с севера. Националисты сосредоточили в Сьерра-де-Паломера, севере Теруэля, армию в 100000 человек и 500 орудий во главе с генералом Хуаном Вигоном, состоявшую из трех армейских корпусов, итальянского корпуса и кавалерийской дивизии Хосе Монастерио. С воздуха наступление поддерживалось Легионом Кондор (70 самолетов) и испанскими ВВС (40 самолетов). Республиканская оборона на этом участке фронта была слабой, поскольку большая часть войск была сосредоточена в Теруэле и окрестностях. Республиканская армия имела здесь 13-й армейский корпус Карлоса Ромеро Хименеса из пяти дивизий, ослабленных прошедшими боями. Войска имели в своем распоряжении очень мало артиллерийских орудий и вдвое меньше людей, чем у наступавших.

## Ход боевых действий
5 февраля 5-я дивизия националистов, после массированного артобстрела и бомбардировок авиации, разрушившей оборону, траншеи и укрепления республиканцев, прорывает фронт у Рубьелос-де-ла-Серида, открывает глубокий коридор более 15 километров на позициях противника и продвигается в направлении Архенте. На севере долины Альфамбры армейский корпус генерала Хуана Ягуэ атаковал между двумя республиканскими бригадами, солдаты которых в беспорядке бежали, и занял город Панкрудо на севере, а затем город Рильо. На южном фланге корпус Антонио Аранды прорвал у Селадаса первые республиканские оборонительные рубежи и двинулся на северо-восток в направлении города Альфамбра.
На следующий день, несмотря на густой туман, кавалерийский полк из дивизии Хосе Монастерио, воспользовался разрывом и атаковал Агуатон. Благодаря этому был открыт широкий коридор для действий остальной части кавалерийской дивизии. Две бригады всадников, построившись в две шеренги (всего около 2000 сабель), лавиной обрушились на позиции республиканцев. За ними, в резерве, следовала третья бригада с приданными для поддержки итальянскими танкетками CV 3/35. В результате дивизия республиканцев была разгромлена, националисты захватили всю артиллерию, пулеметы и даже полевые кухни. Затем кавалерийская дивизия была разделена, и в то время как одни войска двинулись на север, занимая Лидон, другие двинулись на юг и заняли Каманьяс, сметая то, что до этого было основным центром республиканского сопротивления. Еще одна бригада двинулась в направлении Пералес-дель-Альфамбра, преследуя дезорганизованные отступающие республиканские войска. В полдень кавалерийская дивизия достигла правого берега реки Альфамбра.
7 февраля, на третий день наступления, все наступающие войска националистов вышли к реке Альфамбра. Две республиканские дивизии 13-го корпуса, защищавшие Висьедо, были разбиты. На следующий день, 8 февраля, дивизии Аранды, наступавшие с юга, сошлись в Пералес-дель-Альфамбра, с дивизиями Ягуэ, наступавшими с севера. Была установлена связь обеих корпусов с силами 5-й и 1-й кавалерийской дивизий. В последующие дни дивизия Монастерио занималась «зачисткой» только что занятой территории.
Республиканское командование попыталось перехватить инициативу и, понимая, что не может остановить наступление националистов, решило контратаковать фланговым ударом в районе Вивель-дель-Рио, попытавшись продвинуться в сторону долины реки Хилока и перекрыть коммуникации войск противника. Четыре бригады, в том числе две интернациональные, должны были провести атаку. 14 февраля республиканцы контратаковали в районе Вивеля, но не смогли прорвать оборону, так как в небе над полем сражения господствовала немецкая и испанская авиация. Не достигнув успеха, контрудар все же остановил продвижение противника вдоль реки Альфамбра, поскольку франкистам пришлось задержать некоторые войска.

## Результаты
В результате поражения Республика потеряла территорию более 1000 квадратных километров, 7000 человек были взяты в плен, 15000 убиты и ранены. Потери только 13-го республиканского армейского корпуса при отступлении из Сьерра-Паломеры составили 3000 человек, 3600 винтовок, 60 пулеметов и пять 105-мм орудий.
Катастрофа у Альфамбры подготовила почву для последующего падения Теруэля. К 17 февраля националисты окружили город и начали новое наступление. 22-го битва за Теруэль закончилась выводом республиканской армии из города.